# Віторган Максим Еммануїлович

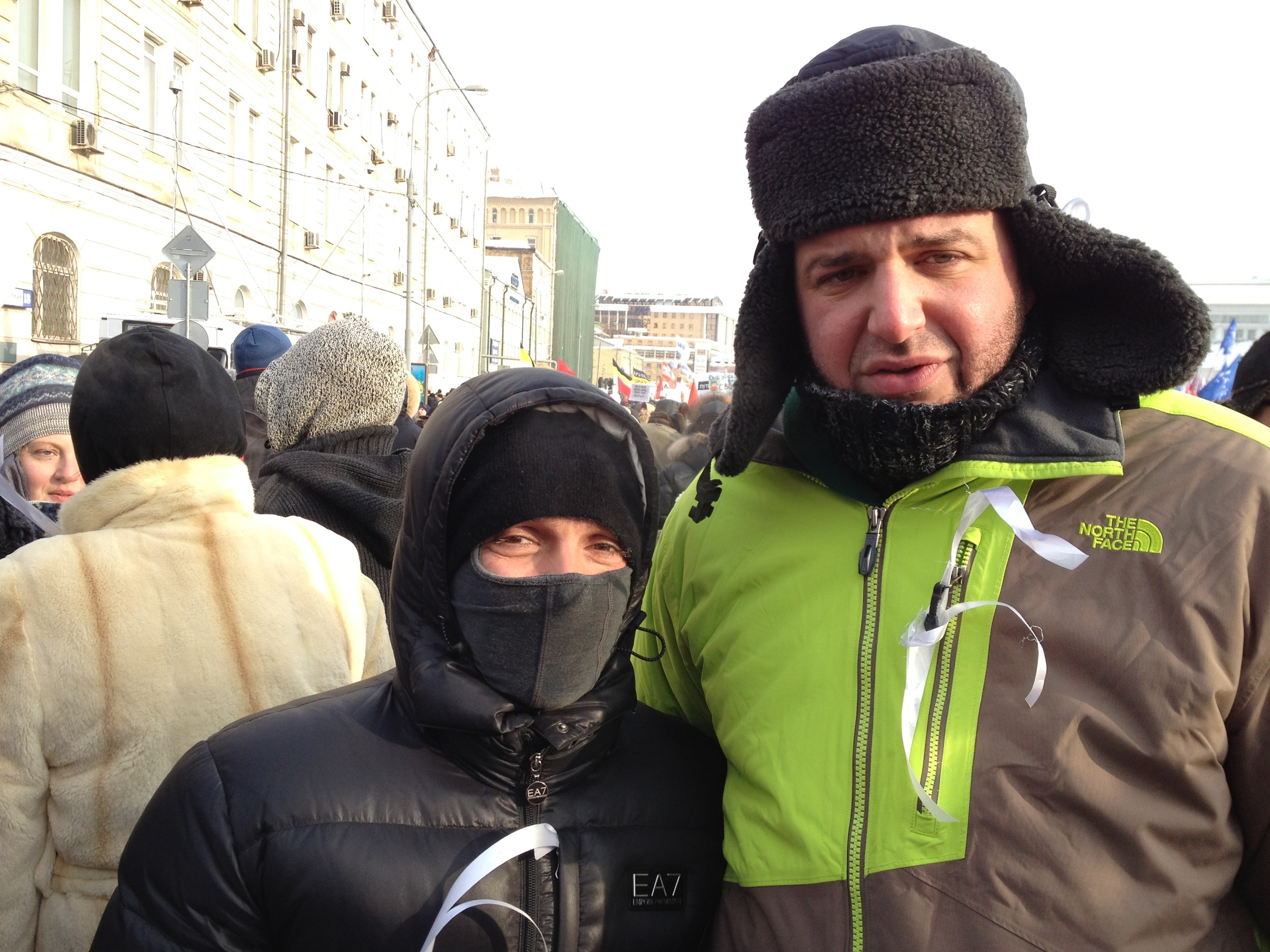
Максим Віторган (праворуч) та Леонід Барац на мітингу 4 лютого 2012 в Москві

Максим Еммануїлович Віторган (нар. 10 вересня 1972, Москва, РРФСР) — російський актор і режисер-постановник.

## Біографія
Народився в сім'ї російських акторів Еммануїла Віторгана та Алли Балтер. У 1993 закінчив ГІТІС і був прийнятий в Московський театр юного глядача, де грав у класичних постановках: «Гроза» і «Страта декабристів».
З 1994 знімається в кіно. Великої популярності набув після ролей діджея Макса у фільмах «День виборів», «День радіо» і «Про що ще говорять чоловіки».

## Громадянська позиція
Неодноразово брав участь в акціях протесту проти фальсифікації виборів в Росії. У лютому 2013 року виступив проти так званого «антигейського закону», назвавши його спробою влади розділити суспільство і відвернути увагу від реальних проблем. У вересні 2013 виступив на передвиборному мітингу в підтримку Олексія Навального.

## Родина
- Батько — Еммануїл Віторган (нар. 1939) — народний артист Росії.
- Мати — Алла Балтер (1939—2000) — радянська і російська акторка театру та кіно, Народна артистка Російської Федерації (1998).